# Успінський піст
Успі́нський піст (також Успенський піст, у народі Спасівка) — церковний піст, встановлений на згадку Успіння Богородиці: один з чотирьох багатоденних постів церковного року. Починається з 1 серпня включно, і завершується перед святом Успіння Пресвятої Богородиці — 14 серпня.

## Традиції
Як і під час будь-якого православного посту, в Успінський піст важливо не тільки тілесне утримання, але й духовне, тобто потрібно намагатися не віддаватися гучним розвагам, не сваритися.
Згідно з церковним статутом, у ці дні суворість трапези така ж, як і у Великий піст, тобто виключаються м'ясні, молочні продукти і яйця, а риба дозволяється тільки в свято Преображення.
Згідно з деякими монастирськими статутами пропонується:
- по понеділках, середах та п'ятницях — вживання лише невареної їжі;
- по вівторках та четвергах — варена їжа без олії;
- по суботах та неділях допускаються олія і вино;
- перший день посту присвячений святу Винесення Чесних Древ Животворящого Хреста Господнього, у цей день у храмах віруючі здійснюють поклоніння Хресту, відбувається освячення води;
- в перший день посту також за традицією здійснюється освячення меду нового збору, і з цього дня благословляється його вживання в їжу;
- в свято Преображення Господнього можна вживати рибу, олію і вино; починаючи з цього дня дозволяється вживати виноград і яблука нового врожаю, які освячують в цей день в церквах; не можна робити ніяких робіт по дому, також свято символізує кінець літа;
- в свято Успіння Божої Матері, якщо воно припадає на середу чи п'ятницю, дозволяється риба, а розговіння переноситься на наступний день; якщо припадає на інші дні тижня, то посту немає;
- протягом всього посту треба обмежувати харчування (слід відмовитися від м'яса, риби, фаст-фуду, алкоголю тощо), також не можна укладати шлюби, та слід утриматися від інтимної близькості, але найголовніше — духовне утримання, яке очищає душу від негативу.[1][2][3][4][5][6][7][8]

Згідно з загальноцерковним статутом:
- у перший день посту за традицією здійснюється освячення меду нового збору, і з цього дня благословляється його вживання в їжу;
- у свято Спаса можна вживати рибу, починаючи з цього дня дозволяється вживати виноград і яблука нового врожаю, які освячують в цей день у церквах;
- у свято Успіння Божої Матері, якщо воно припадає на середу чи п'ятницю, дозволяється риба, а розговіння переноситься на наступний день; якщо доводиться на інші дні тижня, то посту немає.

Успінський піст здавна вважався найприємнішим і найлегшим, тому що основу пісного столу становлять молода картопля, гриби, і в цю пору дозрівають овочі та фрукти.

## Приказки
- Спасівка-ласівка, а Петрівка-голодівка[9]
- До Спасівки бджола робить на пана, а після Спасівки — на себе.
- Кусючий, як мухи в Спасівку.
- Прийшов Спас — пішло літо від нас.[10]
- Діва Марія це зілля сіяла, а Спас поливав — нам поміч давав[11]

## Зауваження
1. ↑  Деякими православними церквами дотримується з 1 (14) серпня до 14 (27) серпня за юліанським календарем, зокрема Єрусалимською, Російською, Сербською, Грузинською, Польською і Македонською православними церквами.